# Bertrand Piccard
Bertrand Piccard (Lausana, 1 de março de 1958) é um balonista e psiquiatra suíço.

## Biografia
Faz parte de uma família de exploradores e cientistas. O seu avô, Auguste Piccard, inventou a cabine pressurizada para voo de balão e o batiscafo, aparelho esférico feito de aço usado para descer ao fundo do mar. Com um balão em forma de gôndola, o Breitling Orbiter, foi o primeiro homem a atingir a estratosfera, em 1931. O pai de Bertrand, Jacques Piccard, usou o batiscafo para bater o recorde do mundo de descida no oceano ao mergulhar até 10 916 metros. O facto do pai pertencer à NASA (Agência Espacial Norte-Americana) fez com que Bertrand desde cedo convivesse com astronautas e exploradores, o que levou a que ganhasse um grande gosto por aventuras.

## Percurso
Bertrand Piccard estudou Medicina e foi trabalhar para um hospital psiquiátrico. Entretanto, especializou-se em psiquiatria e psicoterapia para adultos e crianças. A sua tese, intitulada "A Pedagogia da Provação", foi premiada pela Faculdade de Medicina de Lausana, na Suíça, em 1996. Especializou-se também em hipnoterapia e é professor e supervisor da Sociedade Suíça de Hipnose Medicinal.
Paralelamente, Bertand Piccard interessava-se pelo comportamento humano perante situações extremas. Assim, na década de 1970, por volta dos dezesseis anos, tornou-se um dos pioneiros dos voos em ultraleve e asa delta. Em 1985, chegou mesmo a consagrar-se campeão da Europa de acrobacias aéreas em asa delta. Antes, aos 21 anos, tinha feito a primeira viagem de balão.
Mas o balonismo entrou definitivamente na vida de Bertrand Piccard em 1992, quando foi convidado para co-piloto de uma equipa que ia participar na primeira Corrida Transatlântica. O convite surgiu porque Piccard tinha no seu currículo estudos médicos. Aceitou o desafio e durante cinco dias viajou da América do Norte até à Europa, uma experiência que diz ter modificado a sua visão sobre a vida. Juntamente com Wim Verstraeten, acabou por ganhar a corrida.

## Projeto Breitling Orbiter
Esta experiência fez com que ficasse fascinado com o balonismo e com o propósito de ir ainda mais longe. Assim, nasceu a ideia de dar a volta ao Mundo em balão de modo a fazer o voo mais longo de sempre. Arrancou em 1993 com o Projecto Breitling. O projecto demorou seis anos a concretizar e pelo meio ficaram duas tentativas falhadas, uma em Janeiro de 1997 e outra um ano depois, ambas na companhia de Win Verstraeten. A 21 de Março de 1999 o objectivo foi alcançado, a bordo do Breitling Orbiter 3. Bertrand Piccard, acompanhado pelo inglês Brian Jones, realizou o primeiro voo em balão à volta do mundo sem escalas. Foi, simultaneamente, o mais longo voo de sempre em termos de duração e distância. A dupla percorreu 45 755 quilómetros em 19 dias, 21 horas e 47 minutos. O voo começou na Suíça e acabou no Egipto.
Esta volta ao Mundo em balão foi considerada a última grande aventura do século XX e valeu a Piccard uma série de distinções. Foi distinguido com a Ordem Olímpica e a Medalha de Ouro do Ministério da Juventude francês, o Grande Prémio da Academia das Ciências Morais e Políticas do Instituto de França e também com galardões da Federação Internacional de Aeronáutica, da National Geographic Society, entre outros. Foi ainda nomeado Embaixador da Boa-Vontade das Nações Unidas.

## Solar Impulse
Piccard e Jones criaram ainda uma fundação humanitária chamada Impulso Solar, destinada a usar o impacto da aventura à volta do Mundo para ajudar causas esquecidas do nosso planeta.
Entretanto, Piccard dedicou-se também a escrever livros e a dar conferências sobre balonismo e aventura nos Estados Unidos da América, Europa e Ásia.
O seu mais recente projecto Solar Impulse tem como objectivo realizar a volta ao mundo num avião movido a energia solar.

## A família Piccard
A família Piccard é conhecida pelos desafios de engenharia e exploração a que se propõe. O pai de Jacques, Auguste Piccard, bateu por duas vezes o recorde de máxima altitude num balão, em 1931-32. O filho de Jacques, Bertrand Piccard chefiou o primeiro voo de balão à volta do mundo sem escalas, em março de 1999.
- Auguste Piccard (físico, aeronauta, balonista, hidronauta)
  - Jacques Piccard (hidronauta)
    - Bertrand Piccard (aeronauta, balonista)
- Jean Felix Piccard (químico orgânico, aeronauta, e balonista)
  - Jeannette Piccard (mulher de Jean Felix) (aeronauta e balonista)
    - Don Piccard (balonista)